# أريزونا ستايت سان ديفيلز لكرة القدم
أريزونا ستايت سان ديفيلز هو فريق جامعة ولاية أريزونا في رياضة كرة القدم الأمريكية. يتنافس الفريق في القسم الفرعي لكرة القدم التابع الرابطة الوطنية لرياضة الجامعات والشعبة الجنوبية في مؤتمر (Pac-12). أنشأت جامعة ولاية أريزونا فريق كرة قدم منذ عام 1897. يقود الفريق المدرب الرئيسي كيني ديلينجهام ويلعبون مبارياتهم على أرضهم في ملعب سان ديفيل في تمبي، أريزونا. فاز الفريق بسبعة عشر لقبًا للمؤتمرات بما في ذلك ثلاثة ألقاب Pac-12.
عدد من لاعبي كرة القدم الناجحين والمحترفين لعبوا مرة واحدة في جامعة ولاية أريزونا. المدرسة لديها 3 بالإجماع جميع الأمريكيين و 16 اختيارًا بالإجماع. من بين أكثر اللاعبين الإشادة الذين أنتجتهم المدرسة بات تيلمان وتيريل سوجز ومايك هاينز ودارين وودسون وتشارلي تايلور وجون هنري جونسون.
كان لبرنامج كرة القدم في جامعة ولاية أريزونا العديد من المدربين البارزين، منهم دان ديفين وجون كوبر ودنيس إريكسون. قائد المدرسة على هو المدرب فرانك كوش الذي سمي باسمه ملعب سان ديفيل. كما قاد الفريق للفوز ضد أريزونا وايلد كاتس، المنافس التقليدي لجامعة ولاية أريزونا، وخسر أمام ويلدكاتس مرتين فقط بين عامي 1963 و 1979. 